# Dinastía de los Capetos
La dinastía de los Capetos (en francés: Capétiens), también conocida como la «casa de Francia», es una de las más importantes dinastías reales de Europa, y una rama de los robertinos y los carolingios. Es una de las casas reales más grandes y antiguas de Europa y del mundo, e incluye a todos los descendientes de Hugo Capeto (c. 938-996), conde de París, rey de los francos y fundador del linaje. Sus descendientes por línea masculina gobernaron en Francia ininterrumpidamente desde 987 hasta 1792, y de nuevo desde 1814 hasta 1848. La línea superior gobernó en Francia como la casa de los Capetos desde la elección de Hugo Capeto en 987 hasta la muerte de Carlos IV en 1328. Esta línea fue sucedida por ramas cadetes, las casas de Valois y después de Borbón, que gobernaron sin interrupción hasta que la Revolución francesa abolió la monarquía en 1792. Los Borbones fueron restaurados en 1814 tras la derrota de Napoleón, pero tuvieron que dejar el trono de nuevo en 1830 en favor del último monarca capeto de Francia, Luis Felipe I, perteneciente a la casa de Orleans. El actual rey de España y el gran duque de Luxemburgo serían los únicos monarcas europeos que pertenecen agnáticamente a la dinastía, ambos a través de la rama borbónica. Todos los demás monarcas europeos reinantes también descienden de Hugo Capeto, pero por vía cognaticia.
La dinastía desempeñó un papel crucial en la formación del Estado francés. Aunque inicialmente sólo se les obedecía en su propio dominio, la Isla de Francia, los reyes capetos fueron aumentando su poder e influencia de forma lenta pero constante hasta llegar a abarcar la totalidad de su territorio. 
Los miembros de la dinastía fueron tradicionalmente católicos, y los Capetos tempranos mantuvieron una alianza con la Iglesia católica. También fueron los participantes más activos en las Cruzadas, que culminaron en una serie de cinco reyes cruzados: Luis VII, Felipe Augusto, Luis VIII, Luis IX y Felipe III. La alianza de los Capetos con el papado sufrió un duro golpe tras el desastre de la Cruzada aragonesa. El hijo y sucesor de Felipe III, Felipe IV, arrestó al papa Bonifacio VIII y puso el papado bajo control francés. Los Valois posteriores, empezando por Francisco I, ignoraron las diferencias religiosas y se aliaron con el sultán otomano Solimán I para contrarrestar el creciente poder del Sacro Imperio Romano Germánico. Enrique IV era protestante en el momento de su ascensión al trono, pero se dio cuenta de la necesidad de convertirse tras cuatro años de guerra religiosa.
En general, los Capetos gozaron de una armoniosa relación familiar. Según la tradición, los hijos y hermanos menores del rey de Francia recibían infantazgos para que mantuvieran su rango y para disuadirles de reclamar la Corona francesa misma. Cuando los cadetes capetos llegaron a aspirar a la realeza, sus ambiciones no se dirigían al trono francés, sino a tronos extranjeros. Así, los capetos reinaron en diferentes épocas en los reinos de Portugal, Sicilia y Nápoles, Navarra, Hungría y Croacia, Polonia, España y Cerdeña, en los grandes ducados de Lituania y Luxemburgo, y en los imperios latino y brasileño.

## Historia
En más de mil años de presencia casi ininterrumpida sobre los tronos europeos, representantes de las diferentes ramas de la dinastía gobernaron sobre varios países:
- Reyes de Francia (888-898, 922-923, 987-1792, 1814-1815, 1815-1848).
- Reyes de España (1700-1808, 1813-1868, 1874-1931, 1975 - presente).
- Reyes de Portugal (1139-1580, 1640-1853).
- Emperadores del Imperio latino (1216-1217, 1221-1261).
- Reyes de Nápoles (1266-1442, 1700-1707, 1735-1806).
- Reyes de Sicilia (1266-1282, 1700-1713, 1735-1815).
- Príncipes de Acaya (1278-1289, 1313-1322, 1333-1381, 1383-1386).
- Reyes de Navarra (1284-1349, 1700-1841 en la Navarra española, 1572-1789 en la Navarra francesa).
- Reyes de Hungría (1308-1395).
- Reyes de Polonia (1370-1399, 1573-1574).
- Reyes de Etruria (1801-1807).
- Reyes de las Dos Sicilias (1815-1860).
- Emperadores del Brasil (1822-1889).
- Grandes Duques de Luxemburgo (1964-presente).

A estas coronas se sumaron varios grandes ducados, condados y marquesados independientes:
- Duques de Borgoña (956-1361, 1363-1482).
- Duques de Bretaña (1212-1345, 1364-1532).
- Condes de Namur (1217-1237, 1429-1482, 1700-1713).
- Condes de Provenza (1245-1481).
- Condes de Henao (1253-1256, 1417-1482, 1700-1713).
- Condes de Borgoña (1329-1382, 1383-1482).
- Condes de Flandes (1383-1482, 1700-1713).
- Duques de Brabante (1405-1482).
- Duques de Luxemburgo (1412-1415, 1419-1482, 1700-1713).
- Duques de Lorena (1431-1473).
- Condes de Holanda (1433-1482).
- Duques de Milán (1700-1713).
- Duques de Parma (1731-1735, 1748-1802, 1814-1859).
- Duques de Lucca (1817-1847).

### Orígenes
No se conocen muy bien los orígenes antiguos de los Capetos. Existen dos versiones. La primera hace de los Capeto una familia oriunda de las orillas del río Rin, descendiente de los sajones. Fue apoyada en particular por los historiadores alemanes, que pretendían mostrar el predominio del elemento germánico. Explican la existencia de la primera versión con el hecho de que la madre de Hugo Capeto era sajona. La mayoría de los historiadores franceses prefiere la segunda versión, más probable, que sitúa a los antepasados de los Capetos en el centro de la Francia actual. Una versión mixta hace descender a los Capetos de los sajones, pero de una población presente en Galia desde las invasiones bárbaras del siglo V.
El antepasado más antiguo conocido con certeza es Roberto el Fuerte, muerto en 866, marqués de Neustria y fundador de la Casa Robertina, que se destacó en la lucha contra los vikingos. Su hijo mayor, asentado en París con el título de conde, fue elegido rey de Francia Occidental en 887 con el nombre de Eudes I, por el valor que demostró en la resistencia frente al ataque de los normandos (en París entre 885-886), tras la deposición del emperador Carlos III el Gordo. Sin embargo, presionado por Arnulfo de Carintia, rey de Francia Oriental, que decidió defender la causa del heredero legítimo Carlos III el Simple, Eudes tuvo que aceptar sus pretensiones y nombrarlo como sucesor en 898, año de su muerte.
El hermano de Eudes, Roberto, que le sucedió como conde de París, tomó parte en el movimiento del año 921, cuando parte de la nobleza franca y el clero se levantaron en contra de Carlos el Simple. Tras derrotar a Carlos, que fue conducido a Lorena, Roberto fue coronado en Reims el 29 de junio de 922. Carlos el Simple reunió un ejército y se enfrentó con él en junio de 923, cerca de Soissons, donde Roberto murió asesinado. Carlos no pudo recuperar el trono y fue confinado. Una asamblea de nobles designó a Raúl, duque de Borgoña, como su sucesor. Los Carolingios recuperaban el trono por última vez.

### Fundación
El hijo de Roberto, Hugo el Grande (897-956), duque de Francia y conde de París, fue el noble más poderoso de su época. Aunque tuviera oportunidad, prefirió aumentar sus posesiones y su fuerza antes que tomar el trono. Era una especie de virrey, tan poderoso como el monarca, que preparó la sucesión para su hijo Hugo Capeto.

### Otras ramas
Cuando Carlos IV el Hermoso (último hijo de Felipe IV el Hermoso en ser coronado) falleció en 1328 sin dejar un heredero varón que lo sustituyera en el trono, una rama joven descendiente de los Capeto, los Valois tomaron el control del reino de Francia. La dinastía Valois partió del hermano menor de Felipe IV, (Carlos Conde de Valois), y el primer rey de esta casa fue el hijo del conde Carlos: Felipe VI de Valois. Después fueron otras dos ramas jóvenes, los Bourbon y luego los Orléans, quienes se sucedieron sobre el trono. Cuando el último descendiente de la rama moría sin haber dejado heredero al trono, los nobles acudían a revisar la dinastía Capetina a partir de su gran y amado rey San Luis IX (abuelo del Rey de Hierro), único rey francés canonizado. Así, todos los reyes de Francia desde Hugo Capeto hasta el último, Luis-Felipe I, sin contar los emperadores Bonaparte, pertenecieron a la dinastía de los Capeto, dando su nombre oficial la Casa de Francia.

## Lista de ramas colaterales
Como se comentó anteriormente, la dinastía de los Capeto, la más antigua dinastía real de Europa, poseía numerosas ramas colaterales que jugaron un papel importante en el continente europeo. He aquí una lista que las describe:
- Rama Capeto-Valois. Rama fundada por el conde Carlos de Valois, hijo de Felipe III de Francia. Su hijo llegaría a reinar en Francia con el nombre de Felipe VI.
- Rama Capeto-Valois-Borgoñona. Rama fundada por Felipe II de Borgoña el Atrevido, hijo de Juan II de Francia.
- Rama Capeto-Valois-Anjou. Rama fundada por Luis I de Anjou, hijo de Juan II de Francia.
- Rama Capeto-Valois-Orleans. Rama fundada por el duque Luis de Valois, hijo de Carlos V de Francia. Su nieto reinaría en Francia con el nombre de Luis XII.
- Rama Capeto-Valois-Orleans-Angulema. Rama colateral de la anterior fundada por el conde Carlos de Angulema, hijo de Juan de Orleans. Su nieto reinaría en Francia con el nombre de Francisco I.
- Rama Capeto-Evreux. Rama fundada por Luis de Évreux, hijo de Felipe III de Francia. Su hijo Felipe de Évreux reinaría en Navarra con el nombre de Felipe III.
- Rama Capeto-Courtenay, rama fundada por el Conde Pedro de Courtenay, hijo de Felipe I de Francia.
- Rama Capeto-Borgoñona. Soberana en el Borgoña fundada por el duque Roberto de Borgoña, hijo de Roberto II de Francia.
- Rama Capeto-Borgoñona de Portugal. Reino en Portugal, fundada por Enrique de Borgoña, conde de Portugal y padre de Alfonso I.
- Casa de Avis. Rama bastarda de la anterior, fundada por Juan I, bastardo de Pedro I.
- I Dinastía de los Braganza. Rama bastarda de la anterior, fundada por el duque Alfonso I de Braganza, bastardo de Juan I.
- II Dinastía de los Braganza. Rama colateral de los Avís. Fundada por el duque Eduardo de Portugal, hijo de Manuel I, casado con Isabel de Braganza, hermana del último duque de la I dinastía. Su biznieto, el duque Juan II de Braganza, llegaría al trono portugués con el nombre de Juan IV.
- Rama Capeto-Anjou-Sicilia. Rama fundada por Carlos, Duque de Anjou y Maine, Conde de Provenza y Rey de Sicilia y de Nápoles. Era hijo póstumo de Luis VIII.
- Rama Capeto-Anjou-Sicilia de Hungría. Rama colateral de la anterior, fundada por Carlos Martel de Anjou-Sicilia, hijo de Carlos II de Nápoles y Sicilia y de María Árpád de Hungría. Su nieto Luis I reinaría también en Polonia.
- Rama Capeto-Borbón, rama fundada por el conde Roberto de Clermont, hijo de Luis IX de Francia, casado con Beatriz de Borbón. Su hijo Luis I de Borbón, recibió el título de Duque de Borbón y Par de Francia. Un descendiente suyo, Antonio de Borbón, reinó en Navarra por su matrimonio con Juana III. El hijo de ambos llegaría al trono francés con el nombre de Enrique IV.
- Casa de Borbón-Busset, Fundada por el cuarto hijo de Carlos I de Borbón duque de Borbón y de Inés de Borgoña (1407-1476), Luis de Borbón (1438-1482), príncipe-obispo de Lieja por protección de su tío Carlos el Temerario. Tuvo de Catalina de Egmont, duquesa de Gueldre, tres hijos naturales (hasta prueba de lo contrario), de los cuales el mayor, Pedro de Borbón Señor de L'Isle (1464-1530), llamado «el gran bastardo de Lieja», chambelán del rey Luis XII de Francia, se casó con Margarita de Tourzel d'Alegre, baronesa de Busset (territorio del cual ella era heredera en Auvernia), fundando así la casa de Borbón de Busset, llamada «Borbón Busset», de la cual salen los Borbón Châlus.
- Rama Capeto-Borbón-Orleans. Rama fundada por el duque Felipe I de Orleans, segundo hijo de Luis XIII de Francia. Un descendiente suyo reinaría en Francia con el nombre de Luis Felipe I.
- Rama Capeto-Borbón-España. Rama fundada por el duque Felipe de Anjou, nieto de Luis XIV de Francia, que reinó en España con el nombre de Felipe V.
- Rama Capeto-Borbón-España-Parma. Rama colateral fundada por Felipe I de Parma, hijo de Felipe V de España y de Isabel de Farnesio.
- Rama Capeto-Borbón-España-Parma-Carlista. Rama fundada por Francisco Javier de Borbón-Parma.
- Rama Capeto-Borbón-España-Parma-Luxemburgo. Rama fundada por Felix de Borbón-Parma casado con Carlota de Luxemburgo. El hijo de ambos fue Juan I de Luxemburgo.
- Rama Capeto-Borbón-España-Dos Sicilias. Rama fundada por Fernando I de las Dos Sicilias, hijo de Carlos III de España.
- Rama Capeto-Borbón-España-Braganza. Rama fundada por Gabriel de Borbón, hijo de Carlos III de España.
- Rama Capeto-Borbón-España-Carlista. Rama fundada Carlos María Isidro de Borbón, hijo de Carlos IV de España y pretendiente al trono español con el nombre de Carlos V
- Rama Capeto-Borbon-España-Cádiz Sevilla. Rama fundada por Francisco de Paula de Borbón, hijo de Carlos IV de España. Su hijo Francisco de Asís de Borbón reinaría en España junto a su prima y esposa, Isabel II.

## Genealogía

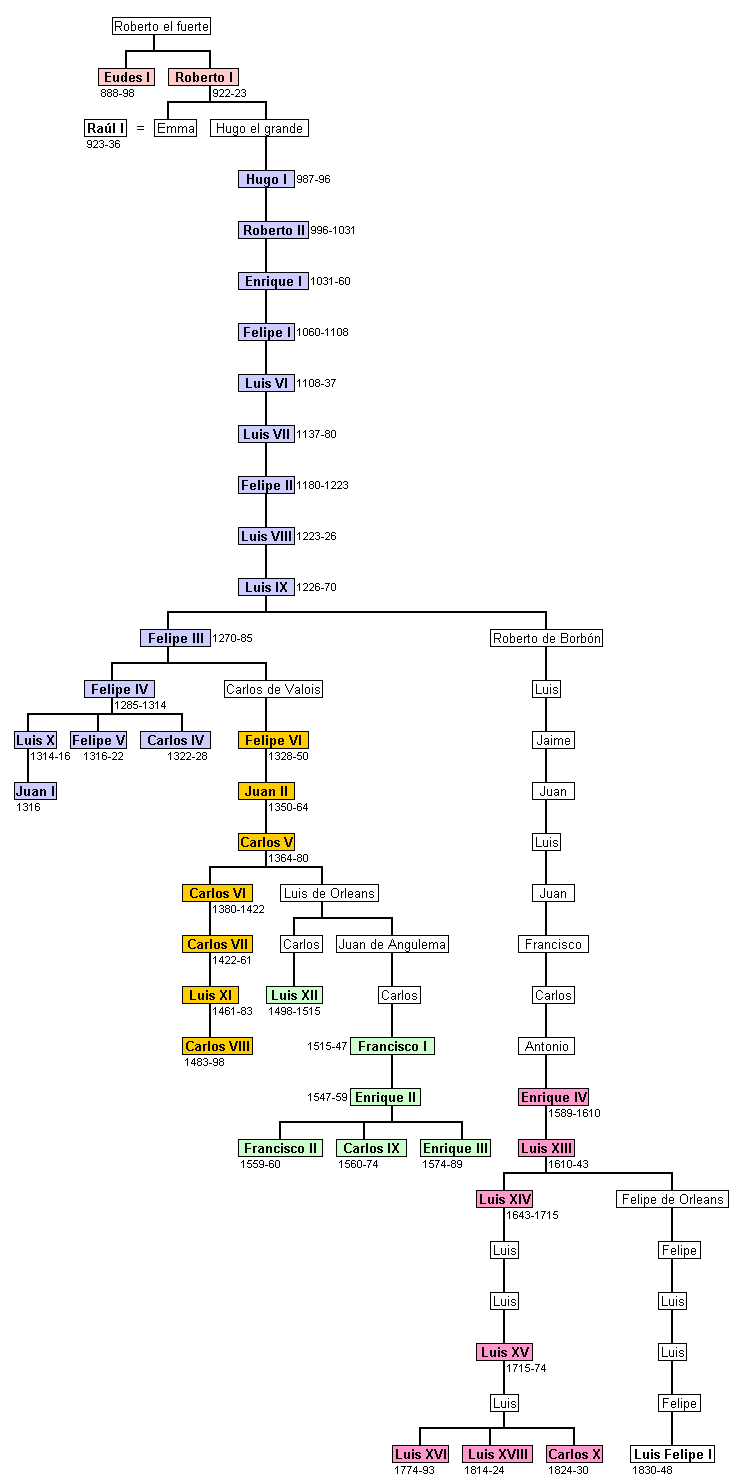
Árbol genealógico de los reyes de Francia de la casa Capeta. Incluye a los Robertinos (en rosa), los Capetos directos (en azul), los Valois (en amarillo), los Valois-Orleans y Valois-Angulema (en verde), los Borbón (en fucsia) y los Orleans. Nota: en algunos casos, el parentesco era más próximo por línea femenina; sin embargo, puesto que únicamente contaba la sucesión sálica, sólo se han incluido los antepasados varones.

| Nombre                                    | Fechas de reinado | Parentesco                                                  |
| ----------------------------------------- | ----------------- | ----------------------------------------------------------- |
| Capetos directos                          |                   |                                                             |
| Hugo Capeto                               | 987-996           | Hijo de Hugo el Grande y Eduvigis de Sajonia                |
| Roberto II el Piadoso                     | 996-1031          | Hijo de Hugo I Capeto y Adelaida de Poitou                  |
| Enrique I                                 | 1031-1060         | Hijo de Roberto II y Constanza de Arlés                     |
| Felipe I                                  | 1060-1108         | Hijo de Enrique I y Ana de Kiev                             |
| Luis VI el Gordo                          | 1108-1137         | Hijo de Felipe I y Berta de Holanda                         |
| Luis VII el Joven                         | 1137-1180         | Hijo de Luis VI y Adelaida de Saboya                        |
| Felipe II Augusto                         | 1180-1223         | Hijo de Luis VII y Alicia de Champaña                       |
| Luis VIII el León                         | 1223-1226         | Hijo de Felipe II e Isabel de Hainaut                       |
| Luis IX o San Luis                        | 1226-1270         | Hijo de Luis VIII y Blanca de Castilla                      |
| Felipe III el Atrevido                    | 1270-1285         | Hijo de Luis IX y Margarita de Provenza                     |
| Felipe IV el Hermoso                      | 1285-1314         | Hijo de Felipe III e Isabel de Aragón                       |
| Luis X el Hutín (le Hutin)                | 1314-1316         | Hijo de Felipe IV y Juana I de Navarra                      |
| Juan I de Francia el Póstumo              | 1316-1316         | Hijo de Luis X y Clemencia de Hungría                       |
| Felipe V el Luengo                        | 1316-1322         | Hijo de Felipe IV y Juana I de Navarra                      |
| Carlos IV el Hermoso                      | 1322-1328         | Hijo de Felipe IV y Juana I de Navarra                      |
| Rama de Valois                            |                   |                                                             |
| Felipe VI de Valois                       | 1328-1350         | Hijo de Carlos de Valois y Margarita de Anjou-Sicilia       |
| Juan II el Bueno                          | 1350-1364         | Hijo de Felipe VI y Juana de Borgoña                        |
| Carlos V el Sabio                         | 1364-1380         | Hijo de Juan II y Bona de Luxemburgo                        |
| Carlos VI el Loco                         | 1380-1422         | Hijo de Carlos V y Juana de Borbón                          |
| Carlos VII el Victorioso                  | 1422-1461         | Hijo de Carlos VI e Isabel de Baviera                       |
| Luis XI el Prudente                       | 1461-1483         | Hijo de Carlos VII y María de Anjou                         |
| Carlos VIII el Afable                     | 1483-1498         | Hijo de Luis XI y Carlota de Saboya                         |
| Ramas de Valois-Orléans y Valois-Angulema |                   |                                                             |
| Luis XII el Padre del Pueblo              | 1498-1515         | Hijo de Carlos I de Orleans y María de Cléveris             |
| Francisco I el Rey Caballero              | 1515-1547         | Hijo de Carlos de Angulema y Luisa de Saboya                |
| Enrique II                                | 1547-1559         | Hijo de Francisco I y Claudia de Francia                    |
| Francisco II                              | 1559-1560         | Hijo de Enrique II y Catalina de Médicis                    |
| Carlos IX                                 | 1560-1574         | Hijo de Enrique II y Catalina de Médicis                    |
| Enrique III                               | 1574-1589         | Hijo de Enrique II y Catalina de Médicis                    |
| Rama de Borbón                            |                   |                                                             |
| Enrique IV el Grande                      | 1589-1610         | Hijo de Antonio de Borbón y Juana III de Navarra            |
| Luis XIII el Justo                        | 1610-1643         | Hijo de Enrique IV y María de Médicis                       |
| Luis XIV el Rey Sol                       | 1643-1715         | Hijo de Luis XIII y Ana de Austria                          |
| Luis XV el Bien Amado                     | 1715-1774         | Hijo de Luis, duque de Borgoña y María Adelaida de Saboya   |
| Luis XVI                                  | 1774-1792         | Hijo de Luis, Delfín de Francia y María Josefina de Sajonia |
| Luis XVIII                                | 1814-1824         | Hijo de Luis, Delfín de Francia y María Josefina de Sajonia |
| Carlos X                                  | 1824-1830         | Hijo de Luis, Delfín de Francia y María Josefina de Sajonia |
| Rama de Borbón-Orléans                    |                   |                                                             |
| Luis-Felipe I                             | 1830-1848         | Hijo de Luis Felipe II de Orleans y Luisa María de Borbón   |